# Вшивая (приток Каменки)
Вшивая (укр. Вошива) — река в Криворожском районе Днепропетровской области. Правый приток Каменки (бассейн Днепра).

## История
После отмены Запорожской Сечи отставной секунд-майор М. Д. Апостол — правнук Даниила Апостола — получил большой участок земли по обе стороны степной реки, в которой водилось много дафний, в народе называемыми «вошами». За это реку и назвали Вшивой. Такое же название получило и село, которое в 1923 году переименовано в Апостолово.
Долгое время на реке не проводились очистные работы, что привело к повышению уровня грунтовых вод и привело к подтоплению погребов в городе Апостолово. В 2008 году было расчищено 700 метров русла, что защитило от подтопления 70 га площади города.

## Характеристика
Берёт начало к югу от города Апостолово. Сначала течёт на северо-восток, потом — на север. Впадает в реку Каменку возле северо-восточной окраины села Михайло-Заводское.
Длина — 16 км, площадь водосборного бассейна — 160 км. Река типично равнинная. Русло умеренно извилистое, летом часто пересыхает и во многих местах не имеет постоянного водотока. Река зарегулирована 19 прудами, являющимися местом отдыха жителей города Апостолово.